# Renata Chlumská
Renata Chlumská (* 9. prosinec 1973 Malmö) je švédská horolezkyně a cestovatelka českého původu, která jako první švédská a zároveň i česká občanka zdolala v roce 1999 Mount Everest. V prosinci 2014 dokončila horolezecký projekt Koruna planety (v anglickém originále Seven Summits).

## Biografie
V roce 1973, kdy se narodila, měli oba její rodiče československé občanství. Narodila se ve Švédsku, ale mluví obstojně česky. Od narození měla švédské i československé, později české občanství, a proto je Českým horolezeckým svazem uváděna jako první Češka na nejvyšší hoře světa. Na vrchol Everestu vystoupila se švédskou expedicí, nevzala si žádnou vlajku a tak jí kolegové půjčili švédskou. Jak uvedla v pořadu Třináctá komnata, mrzelo ji, že neměla i československou. Od roku 1992 pracovala Renata Chlumská pro Švédskou sportovní federaci a o tři roky později spoluorganizovala švédskou horolezeckou expedici na Mt. Everest. V roce 1997 se stala první Švédkou, která dosáhla výšky 8000 m n. m. bez použití kyslíkového přístroje. V roce 1999 zdolala Mount Everest s použitím kyslíku.
Od roku 2001 žila v Seattlu, zabývá se organizováním horolezeckých, polárních a jiných výprav za dobrodružstvím, přednáškovou činností či prodejem textů a fotografií z cest. V letech 2005 a 2006 uskutečnila cestu nazvanou „Around America Adventure“ – pádlovala na kajaku podél západního pobřeží USA ze Seattlu do San Diega, potom na kole s kajakem na přívěsu přes pouště do Brownsville na pobřeží Mexického zálivu, tam opět na kajaku podél pobřeží a kolem Floridského poloostrova až na sever do Eastportu ve státě Maine. Potom střídavě na kole a kajaku přes různá jezera a nakonec znovu na kole přes severní část USA zpět do Seattlu. Cestu dlouhou 18 200 km urazila za 439 dnů.

## Výstupy na osmitisícovky
- 1997 – Šiša Pangma – předvrchol – 8 006 m – film z výstupu byl na MHFF oceněn
- 1999 – Mount Everest – 8849 m – severní cestou, s použitím kyslíku

## Koruna planety – Seven Summits
Na popud cestovatele a kamaráda Ola Skinnarmo se na jaře roku 2014 rozhodla dokončit svůj dávný sen o slezení všech nejvyšších vrcholů na sedmi kontinentech.
1. Mount Everest – 8 849 m n. m. – 5. květen 1999
2. Kilimandžaro – 5 895 m n. m. – 20. červen 2014 – pouze pro aklimatizaci, na vrcholu jsem byla již 3x
3. Denali – 6 194 m n. m. – 12. červenec
4. Elbrus – 5 642 m n. m. – 10. srpen
5. Carstensz Pyramid Puncak Jaya – 4 884 m n. m. – 27. říjen
6. Aconcagua – 6 965 m n. m. – 26. listopad
7. Vinson Massif – 4 892 m n. m. – 15. prosinec

## Dílo – cestopisy a filmy
- 2000 – spolupráce na vydání knihy „Až za hranici možností“, ISBN 8023852035  překlad ze švédského  originálu „Göran Kropp a David Lagercrantz 8000+“; ISBN 9175881772
- 2001 – na MHFF udělena cena za film o výstupu na Šiša Pangmu
- 2008 – udělena cena za fim „Sen silnější než oceán“ na MFOF v Praze
- 2012 – Med våra ögon: Sweden – Everest Solo Expedition 95/96: kniha k památce na Görana Kroppa od Renata Chlumská, Fredrik Blomqvist a Magnus Roman; ISBN 9789163714368
- 2016 – vydání knihy „När bergen kallar“ od R. Chlumská a Annita Triberg (česky: Až hory zavolají); ISBN 9789171263636